# Анна Амалия фон Насау-Диленбург
Анна Амалия фон Насау-Диленбург (на немски: Anna Amalia von Nassau-Dillenburg; * 19 юли 1599, Диленбург; † 4 май 1667, Бирщайн) е графиня от Насау-Диленбург и чрез женитба графиня на Изенбург-Бюдинген-Бирщайн.

## Произход и брак
Тя е дъщеря на граф Йохан VI фон Насау-Диленбург (1536 – 1606) и третата му съпруга графиня Йоханета фон Сайн-Витгенщайн (1561–1622), дъщеря на граф Лудвиг I фон Зайн-Витгенщайн (1532 – 1605) и първата му съпруга Анна фон Золмс-Браунфелс (1538 – 1565).
Анна Амалия се омъжва на 24 октомври 1648 г. в Бирщайн за граф Вилхелм Ото фон Изенбург-Бюдинген (* 17 ноември 1597, Бирщайн; † 17 юли 1667, Бирщайн), син на граф Волфганг Ернст I фон Изенбург-Бюдинген (1560 – 1633), бургграф на Гелнхаузен, и първата му съпруга графиня Анна фон Глайхен-Ремда (1565 – 1598). Той е брат на граф Филип Ернст (1595 – 1635), женен от 1619 г. за нейната сестра Анна (1594 – 1660). Тя е втората му съпруга. Бракът е бездетен.